# RXTE
RXTE (Rossi X-ray Timing Explorer) — орбитальная рентгеновская обсерватория. Предназначена для изучения временных и широкополосных (энергетический диапазон 3-250 кэВ) спектральных характеристик астрофизических систем с компактными объектами — чёрными дырами, нейтронными звёздами и белыми карликами. Основным преимуществом обсерватории RXTE над всеми другими существовавшими и существующими орбитальными обсерваториями является большая собирающая площадь его основного спектрометра PCA (около 6,5 тыс. кв.см. на энергии 6 кэВ). Временное разрешение спектрометров обсерватории ~1 микросекунда. 
Обсерватория была названа в честь одного из пионеров рентгеновской астрономии — Бруно Росси.
Обсерватория прекратила работу 5 января 2012 года.

## История
Первые предложения создания обсерватории с большой собирающей площадью, которые в конце концов реализовались в обсерватории XTE, были оформлены в заявку в НАСА уже в 1974 году в виде проекта LAXTE (совместный проект Массачусетского технологического института (США) и Лестерского университета (Великобритания)). В то время эта заявка не была поддержана (в конце 1970-х годов в США были запущены рентгеновские обсерватории HEAO-1, HEAO-2, SAS-3, OSO-7, OSO-8).
В начале 1980-х годов в НАСА были поданы заявки на рентгеновскую обсерваторию с большой собирающей площадью одновременно группами из МТИ и Центра космических полётов Годдарда. В 1982 году идея этой обсерватории, включавшей в себя теперь монитор всего неба и спектрометр жёсткого рентгеновского диапазона, была одобрена, группа из МТИ была выбрана изготовителем монитора всего неба и системы сбора данных, группа из Центра космических полётов Годдарда изготовителем пропорционального газового счётчика большой площади, группа из Калифорнийского Университета в Сан-Диего — изготовителем спектрометра жёсткого рентгеновского диапазона.
До начала 1990-х годов рассматривался вариант запуска обсерватории при помощи космического челнока, сперва в варианте индивидуального запуска, затем в варианте использования универсальной исследовательской платформы (Explorer Platform). В проекте универсальной исследовательской платформы предполагалось, что на спутник со служебными системами будет установлена обсерватория EUVE, а затем специальная экспедиция космического челнока снимет со спутника комплекс научной аппаратуры EUVE и заменит его на комплекс научной аппаратуры XTE. В 1991 году от такой концепции отказались.
Требования НАСА уменьшить расходы на обсерваторию привели к отказу от второго комплекта детекторов монитора всего неба ASM, которые позволяли обозревать всю небесную сферу, к уменьшению количества детекторов газового счётчика PCA с 8 до 5, к отказу от дополнительного счётчика PCA Jr., рассчитанного на измерение инструментального фона детекторов, и к 20 % сокращению размера спектрометра жёсткого рентгеновского диапазона. 30 декабря 1995 года обсерватория была запущена с 7-й попытки (предыдущие 6 попыток с начала декабря 1995 года отменялись из-за сильного ветра).
В марте 1996 года один из восьми детекторов жёсткого рентгеновского инструмента HEXTE отказал. В сентябре 1999 года отказала одна из двух передающих антенн спутника. С конца 2005 года у пакета детекторов А жёсткого рентгеновского спектрометра отказала система периодических отклонений (система «качания»), необходимая для измерения инструментального фона детекторов. В конце 2009 года такая же система отказала у пакета детекторов Б. За период 1996—2012 у спектрометра PCA несколько раз происходили пробои высокого напряжения, что привело к постепенному снижению его чувствительности и периодическому отключению некоторых детекторов инструмента. К началу 2012 года в среднем спектрометр PCA проводил наблюдения тремя из своих пяти детекторов.

## Научные приборы обсерватории

### Спектрометр PCA (Proportional Counter Array)
Спектрометр представляет комплекс из пяти одинаковых газовых детекторов, заполненных смесью ксенона и аргона, помещённых под коллиматор с полем зрения примерно 1 градус. Каждый детектор имеет антисовпадательную[неизвестный термин] защиту. Эффективный рабочий диапазон детекторов — 3-30 кэВ. Верхний слой антисовпадательной защиты, который используется в основном для отфильтрации заряженных электронов может быть использован для регистрации фотонов энергии 1-3 кэВ.
Спектрометр произведён в Центре Аэрокосмических полётов им Годдарда.

### Спектрометр HEXTE (High Energy X-ray Timing Experiment)
Спектрометр представляет собой комплекс из 8 одинаковых твердотельных детекторов, сделанных по схеме фосвич (NaI (Tl)/CsI(Na)), помещённых под коллиматор размером приблизительно 1 градус. Ввиду значительного превышения инструментального фона детектора HEXTE над практически любым астрофизическим сигналом при наблюдении спектрометром HEXTE необходимо максимально точно учесть вклад этого инструментального фона. Для этого детекторы объединены в так называемые «кластеры», которые размещены на поворотных платформах и поочередно наблюдают астрофизический объект и площадку на небе рядом с ним (так называемые «качающиеся» наблюдения).
Спектрометр произведён в Калифорнийском университете в Сан-Диего.

### Монитор всего неба ASM (All-Sky Monitor)
ASM предназначен для долговременного мониторинга потоков различных астрофизических объектов. Прибор имеет 3 независимых модуля, которые совместно покрывают около 70 % неба в каждый момент времени. Угловое разрешение прибора обеспечивается принципом модулирующего коллиматора. Рабочий диапазон ASM 1-12 кэВ.
Прибор сделан в Массачусетском Технологическом Институте.

## Основные результаты
За более чем 12 лет продолжающейся успешной работы на орбите был получен большой массив данных о временных и спектральных характеристиках астрофизических объектов, который позволил серьёзно продвинуть понимание физики аккреции на компактные объекты, механизмы формирования излучения вокруг них. Кроме того, ввиду чрезвычайно успешного моделирования инструментального фона детектора RXTE/PCA удалось решить ряд задач, для которых обсерватория RХТЕ изначально не предназначалась (построение карт).
В частности, необходимо упомянуть следующие важнейшие результаты:
- Открыты квазипериодические осцилляции рентгеновского потока аккрецирующих нейтронных звёзд на частотах до кГц.
- Открыты когерентные осцилляции потока во время термоядерных взрывов на поверхности нейтронных звёзд, возникающие из-за отсутствия абсолютной симметрии при взрывах. Это позволило определить частоты обращения аккрецирующих нейтронных звёзд (от ~40 до ~600 Гц)
- Открыты аккрецирующие миллисекундные пульсары — астрофизические объекты, давно предсказанные теорией эволюции двойных систем, но долгое время остававшиеся неизвестными.
- Получены высококачественные широкополосные спектры большого количества астрофизических объектов, Фактически в диапазоне энергий 3-150 кэВ библиотека широкополосных спектров обсерватории RXTE имеет наилучшие статистические качества в настоящее время.
- Среди большого набора широкополосных спектров, полученных RXTE стоит отдельно отметить уникальные спектры аккрецирующих пульсаров, в которых присутствуют до 4х линий поглощения. Наиболее широко принятая гипотеза их формирования — поглощение фотонов, сформированных у поверхности нейтронной звезды, на электронах, находящихся на дискретных уровнях Ландау в сильном (1e12 Гс) магнитном поле нейтронной звезды (так называемые циклотронные линии поглощения).

Ввиду очень высокого качества модели инструментального фона детектора RXTE/PCA, разработанной в Аэрокосмическом Центре им. Годдарда, при помощи сканирующих наблюдений PCA и наблюдений, проведённых во время перенаведений от одного объекта к другому, удалось:
- Построить карту всего неба в диапазоне 3-20 кэВ, являющуюся на сегодняшний день наиболее чувствительной картой всего неба в этом спектральном диапазоне
- На основании этой карты провести подсчёт источников различных классов в нашей Галактике и в ближайшей Вселенной.

Изображение центральной части Галактики в линии излучения 6,7 кэВ, характерной для излучения Хребта Галактики

- Проводить (продолжается и в настоящее время) мониторинг области галактического центра и центральной части галактической плоскости с беспрецедентной чувствительностью[6]
- Построить карту неразрешённого излучения галактической плоскости (так называемого Галактического Хребта) и решить проблему его возникновения[7]

К настоящему времени опубликовано более 3000 статей по данным RXTE. Результаты обсерватории RXTE упоминаются в более 25 тыс. научных статей.